# La Ferté-Saint-Samson
Pour les articles homonymes, voir La Ferté (homonymie).
La Ferté-Saint-Samson est une commune française située dans le département de la Seine-Maritime en région Normandie.

## Géographie
| Roncherolles-en-Bray | Forges-les-Eaux       | Forges-les-Eaux |
| Rouvray-Catillon     | La Ferté-Saint-Samson | Mésangueville   |
| Sigy-en-Bray         | Argueil               |                 |

La commune se trouve à côté de Forges-Les-Eaux. La Ferté-Saint-Samson possède une butte culminant à 200 mètres.

### Hydrographie
La commune est située dans le bassin Seine-Normandie. Elle est drainée par l'Andelle, le ruisseau de Mesangueville, la Roulee, les fossés 01, 02, 06, 07 et 08 de la commune de la Ferté-Saint-Samson,,,,, le ruisseau de la Moussee et un bras de l'Andelle,,.
L'Andelle, d'une longueur de 57 km, prend sa source dans la commune de Serqueux et se jette  dans la Seine à Pîtres, après avoir traversé 24 communes. 
Le ruisseau de Mésangueville, d'une longueur de 15 km, prend sa source dans la commune  et se jette  dans l'Epte à Dampierre-en-Bray. 
Un plan d'eau complète le réseau hydrographique : le plan d'eau du Fayel (2,8 ha),.

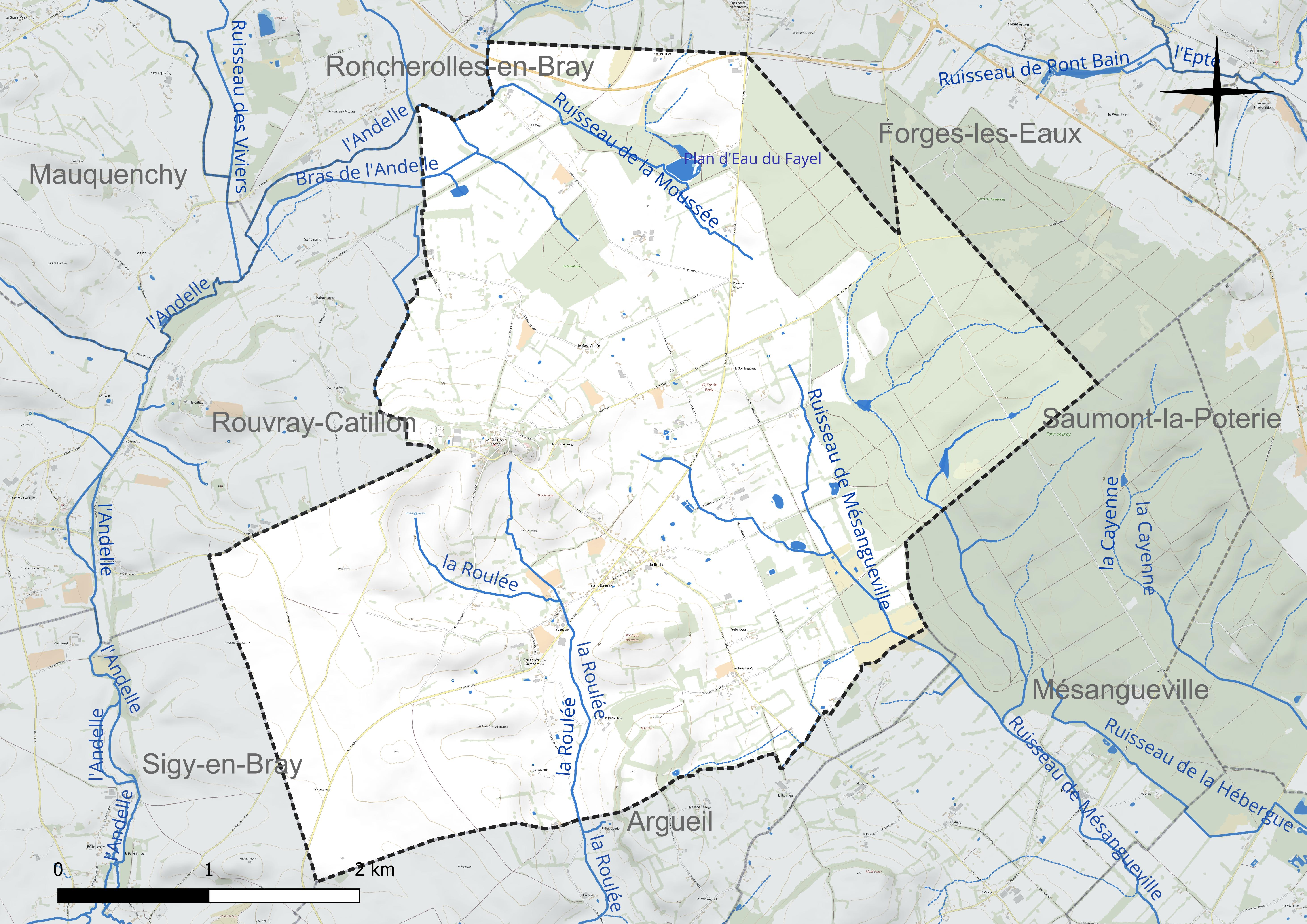
Réseau hydrographique de la Ferté-Saint-Samson.

### Climat
Pour des articles plus généraux, voir Climat de la Normandie et Climat de la Seine-Maritime.
En 2010, le climat de la commune est de type climat océanique dégradé des plaines du Centre et du Nord, selon une étude du CNRS s'appuyant sur une série de données couvrant la période 1971-2000. En 2020, Météo-France publie une typologie des climats de la France métropolitaine dans laquelle la commune est exposée à un climat océanique et est dans la région climatique Côtes de la Manche orientale, caractérisée par un faible ensoleillement (1 550 h/an) ; forte humidité de l’air (plus de 20 h/jour avec humidité relative > 80 % en hiver), vents forts fréquents. Parallèlement le GIEC normand, un groupe régional d’experts sur le climat, différencie quant à lui, dans une étude de 2020, trois grands types de climats pour la région Normandie, nuancés à une échelle plus fine par les facteurs géographiques locaux. La commune est, selon ce zonage, exposée à un « climat contrasté des collines », correspondant au Pays de Bray, bien arrosé et frais.
Pour la période 1971-2000, la température annuelle moyenne est de 10,1 °C, avec une amplitude thermique annuelle de 13,6 °C. Le cumul annuel moyen de précipitations est de 827 mm, avec 12,9 jours de précipitations en janvier et 8,5 jours en juillet. Pour la période 1991-2020, la température moyenne annuelle observée sur la station météorologique la plus proche, située sur la commune de Forges-les-Eaux à 4 km à vol d'oiseau, est de 10,7 °C et le cumul annuel moyen de précipitations est de 860,1 mm,. Pour l'avenir, les paramètres climatiques de la commune estimés pour 2050 selon différents scénarios d’émission de gaz à effet de serre sont consultables sur un site dédié publié par Météo-France en novembre 2022.

## Urbanisme

### Typologie
Au 1er janvier 2024, La Ferté-Saint-Samson est catégorisée commune rurale à habitat dispersé, selon la nouvelle grille communale de densité à sept niveaux définie par l'Insee en 2022.
Elle est située hors unité urbaine. Par ailleurs la commune fait partie de l'aire d'attraction de Forges-les-Eaux, dont elle est une commune de la couronne,. Cette aire, qui regroupe 5 communes, est catégorisée dans les aires de moins de 50 000 habitants,.

### Occupation des sols
L'occupation des sols de la commune, telle qu'elle ressort de la base de données européenne d’occupation biophysique des sols Corine Land Cover (CLC), est marquée par l'importance des territoires agricoles (80,2 % en 2018), en diminution par rapport à 1990 (82 %). La répartition détaillée en 2018 est la suivante : 
prairies (63,4 %), forêts (19,8 %), terres arables (15,9 %), zones agricoles hétérogènes (0,9 %). L'évolution de l’occupation des sols de la commune et de ses infrastructures peut être observée sur les différentes représentations cartographiques du territoire : la carte de Cassini (XVIIIe siècle), la carte d'état-major (1820-1866) et les cartes ou photos aériennes de l'IGN pour la période actuelle (1950 à aujourd'hui).

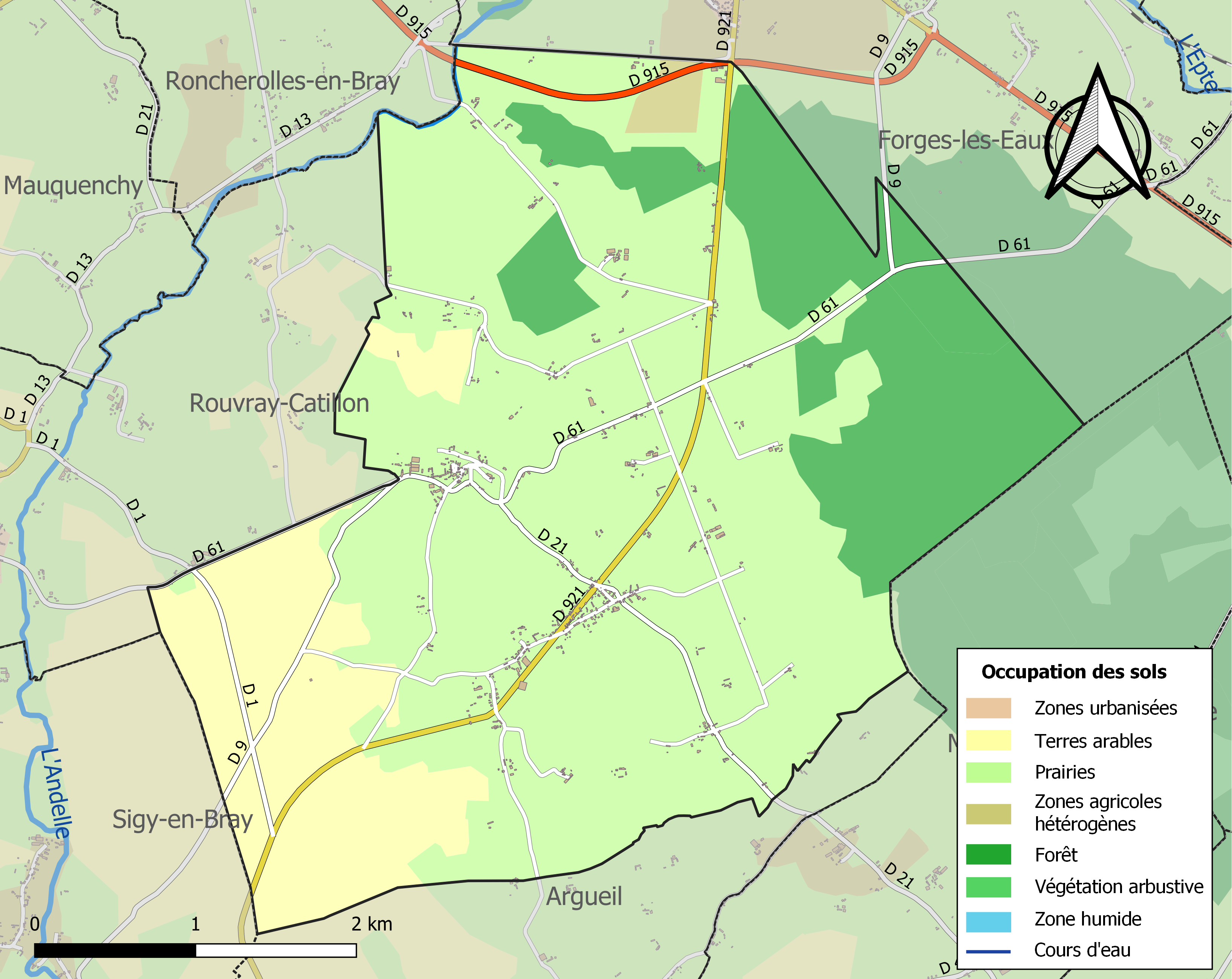
Carte des infrastructures et de l'occupation des sols de la commune en 2018 (CLC).

## Toponymie
Commune formée de la fusion des paroisses de La Ferté-en-Bray et de Saint-Samson.
La Ferté est attesté sous les formes La Ferte entre 1040 et 1066, La Ferteit en 1046 et 1048, La Ferte entre 1049 et 1053.
 
Le toponyme La Ferté représente l'ancien français ferté qui procède du gallo-roman FIRMITATE, issu du latin firmitas, firmitate et qui signifie généralement « place forte » ou « château fort ».
Saint-Samson est attesté sous la forme Sancti Samsonis vers 1043. L'hagiotoponyme évoque Saint Samson évêque de Dol.

## Histoire
Le premier seigneur du lieu est Gautier de La Ferté, petit-fils d'Eudes, comte de Gournay, dont la terre est donnée en 912 par Rollon.

## Politique et administration
| Période                                  | Période                    | Identité           | Étiquette | Qualité                                      |
| ---------------------------------------- | -------------------------- | ------------------ | --------- | -------------------------------------------- |
| Les données manquantes sont à compléter. |                            |                    |           |                                              |
|                                          |                            | Carbonnier         |           |                                              |
|                                          |                            | Leon Pégard        |           |                                              |
| 1963                                     |                            | Chevalier          |           |                                              |
| Les données manquantes sont à compléter. |                            |                    |           |                                              |
| 1994                                     | En cours (au 10 août 2020) | Maurice Defromerie |           | Agriculteur Réélu pour le mandat 2020-2026 , |

## Démographie
L'évolution du nombre d'habitants est connue à travers les recensements de la population effectués dans la commune depuis 1793. Pour les communes de moins de 10 000 habitants, une enquête de recensement portant sur toute la population est réalisée tous les cinq ans, les populations de référence des années intermédiaires étant quant à elles estimées par interpolation ou extrapolation. Pour la commune, le premier recensement exhaustif entrant dans le cadre du nouveau dispositif a été réalisé en 2008.

En 2022, la commune comptait 446 habitants, en évolution de −5,11 % par rapport à 2016 (Seine-Maritime : +0,35 %, France hors Mayotte : +2,11 %).
| 1793 | 1800 | 1806 | 1821 | 1831 | 1836 | 1841 | 1846 | 1851 |
| ---- | ---- | ---- | ---- | ---- | ---- | ---- | ---- | ---- |
| 747  | 502  | 660  | 648  | 648  | 718  | 706  | 714  | 750  |

| 1856 | 1861 | 1866 | 1872 | 1876 | 1881 | 1886 | 1891 | 1896 |
| ---- | ---- | ---- | ---- | ---- | ---- | ---- | ---- | ---- |
| 693  | 698  | 736  | 654  | 643  | 626  | 623  | 604  | 616  |

| 1901 | 1906 | 1911 | 1921 | 1926 | 1931 | 1936 | 1946 | 1954 |
| ---- | ---- | ---- | ---- | ---- | ---- | ---- | ---- | ---- |
| 613  | 583  | 585  | 545  | 549  | 507  | 526  | 557  | 527  |

| 1962 | 1968 | 1975 | 1982 | 1990 | 1999 | 2006 | 2008 | 2013 |
| ---- | ---- | ---- | ---- | ---- | ---- | ---- | ---- | ---- |
| 512  | 447  | 372  | 319  | 333  | 341  | 415  | 436  | 464  |

| 2018 | 2022 | - | - | - | - | - | - | - |
| ---- | ---- | - | - | - | - | - | - | - |
| 462  | 446  | - | - | - | - | - | - | - |

## Culture locale et patrimoine

### Lieux et monuments
- Motte de la Côte des Châteaux. Elle trône au sommet d'une éminence naturelle qui lui confère un aspect particulièrement imposant. Cette place frontière à l'est de la Seine-Maritime était détenue par les seigneurs de Gournay[34]. Elle est accessible librement et toute l'année.
- Maison de bois dite de Henri IV[35]  Inscrit MH (1968).
- Église Saint-Samson (Le Caudeur).
- Église Saint-Pierre-et-Saint-Paul (La Ferté-en-Bray).

### Héraldique
| Armes de La Ferté-Saint-Samson | Les armes de la commune de La Ferté-Saint-Samson se blasonnent ainsi : D'or au loup courant de sable accompagné, en chef à dextre, d'une tour carrée du même ajourée du champ et posée à senestre d'une terrasse alésée de sable, en chef à senestre, d'une pomme de gueules feuillée de deux pièces de sinople et en pointe de la date 1871 de sable ; au chef de sable chargé de trois bidons à lait d'argent. |

### Personnalités liées à la commune
- Roger Dorchy (1944-2023), pilote automobile français.

### Images

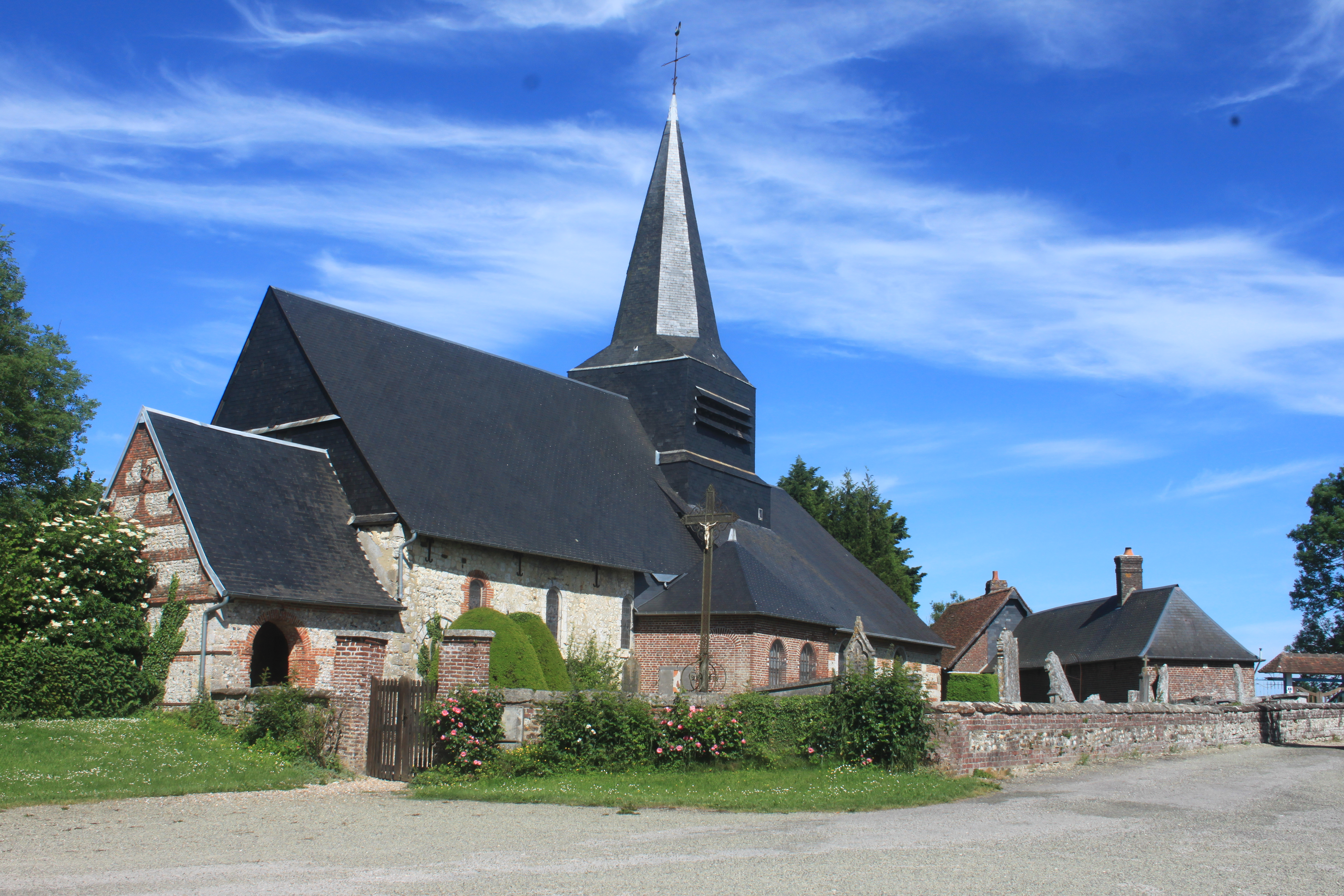
Église Saint-Pierre Saint-Paul de La Ferté-en-Bray (La-Ferté-Saint-Samson)